# Alster (Burg-Reuland)
|  | Per a altres significats, vegeu «Alster (Elba)». |

Alster és un nucli del municipi de Burg-Reuland a la província de Lieja de Bèlgica, que té uns 82 habitants. Fins a la reorganització administrativa del 1977 feia part del municipi de Reuland.
Dins l'Eifel és un dels llocs amb habitació permanent més antics. S'han trobat a Alster restes de poblaments molt antics. Durant excavacions sota el règim prussià el 1862, van trobar-se les restes de sis túmuls als quals van descobrir-se bocins de terrissa, un got doble argentat i sepultures de pedra.
La principal activitat econòmica és l'agricultura i comença el turisme rural.

## Llocs d'interès i esdeveniments

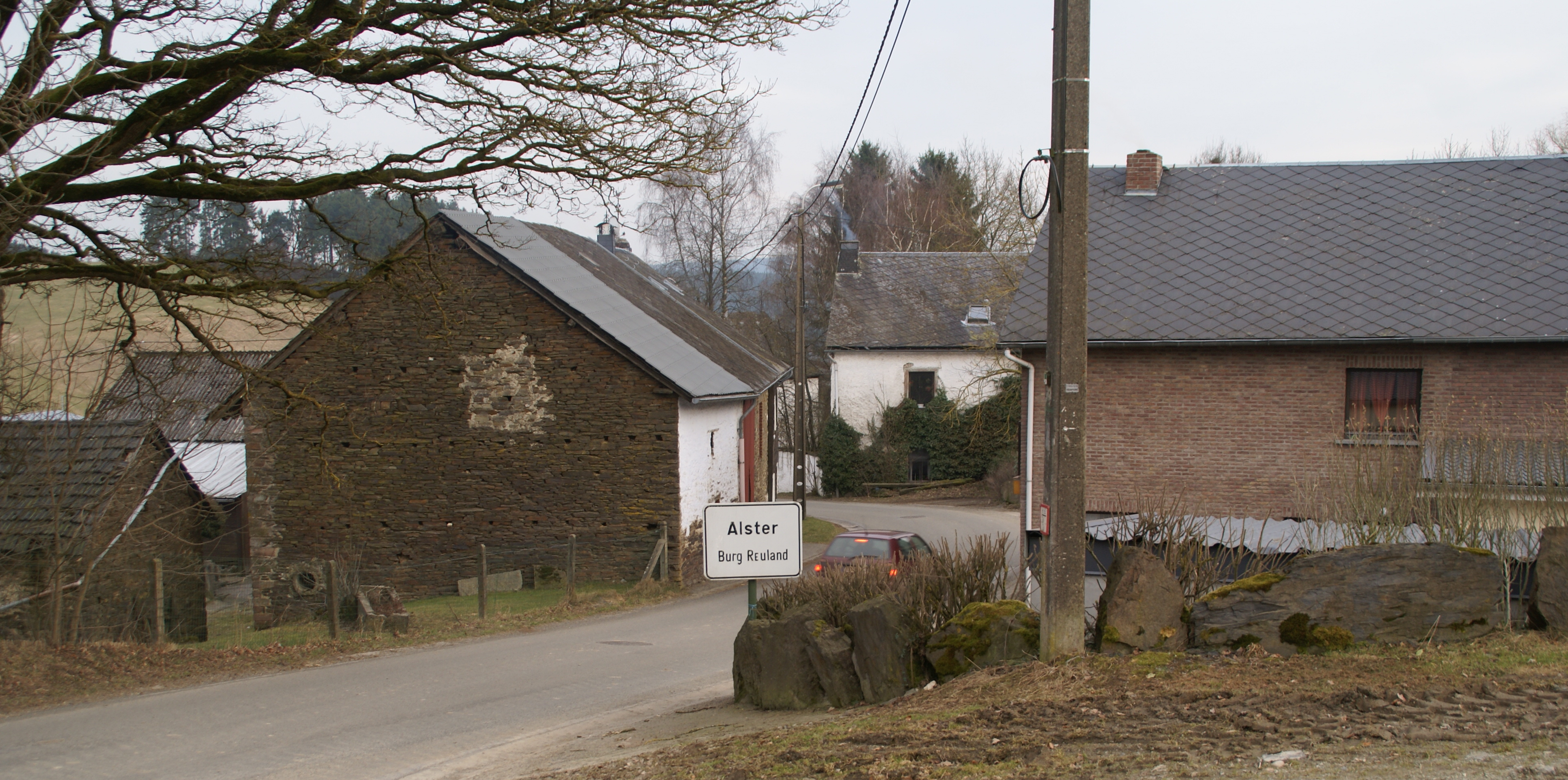
Entrada del poble
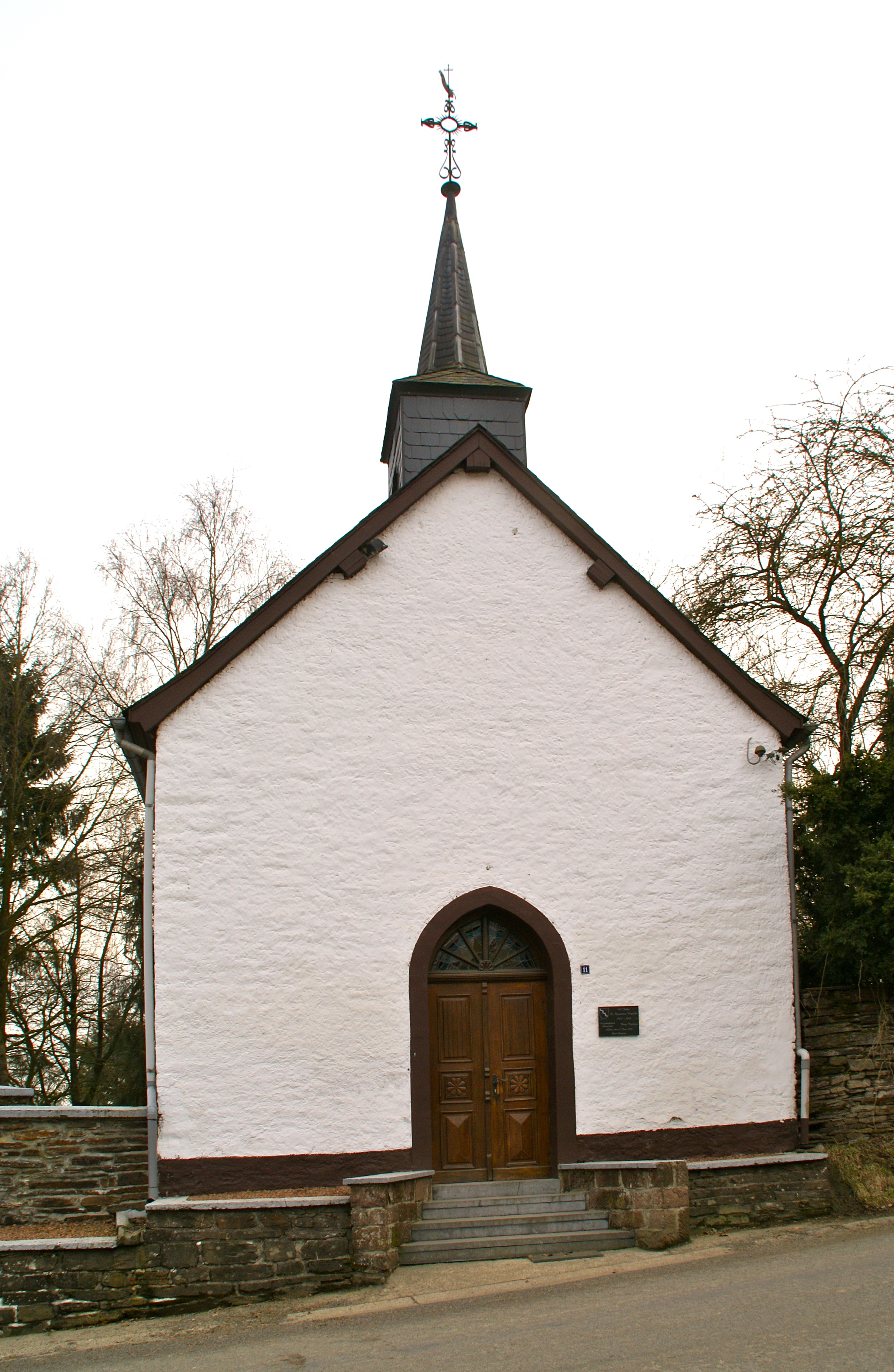
La capella de Sant Quintí i de Sant Donat
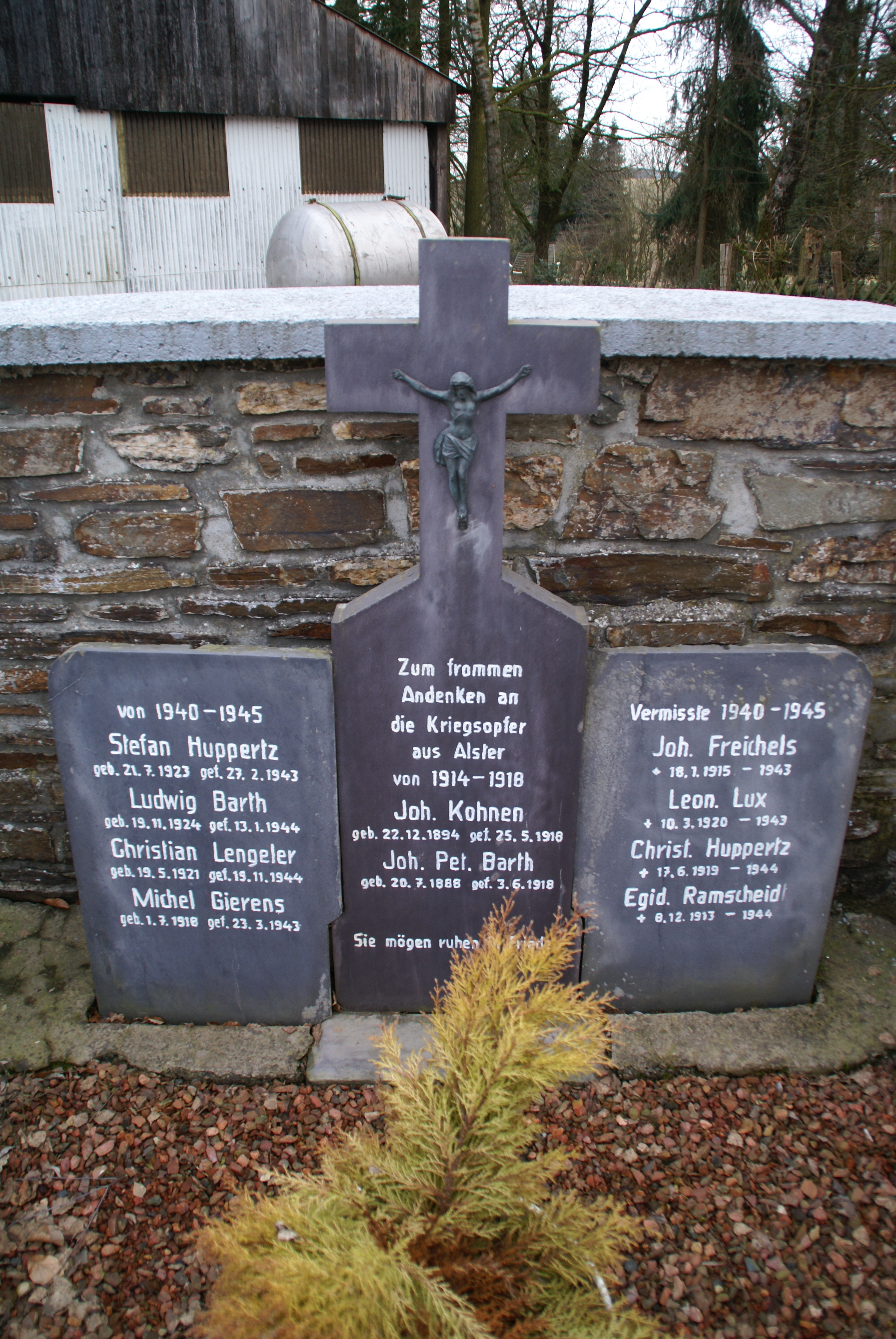
Monument a les víctimes de les dues guerres mundials
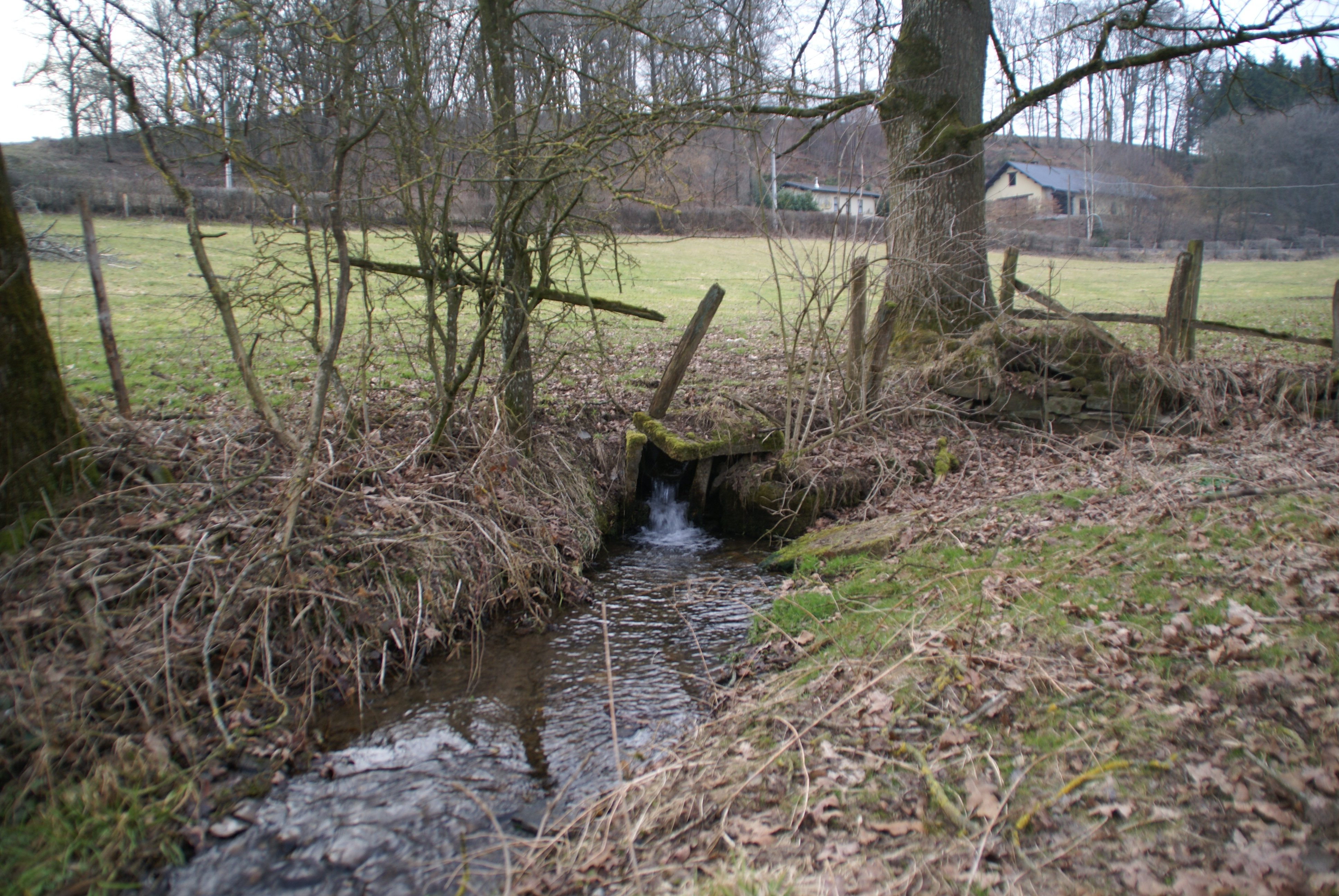
Paisatge amb font al centre del poble
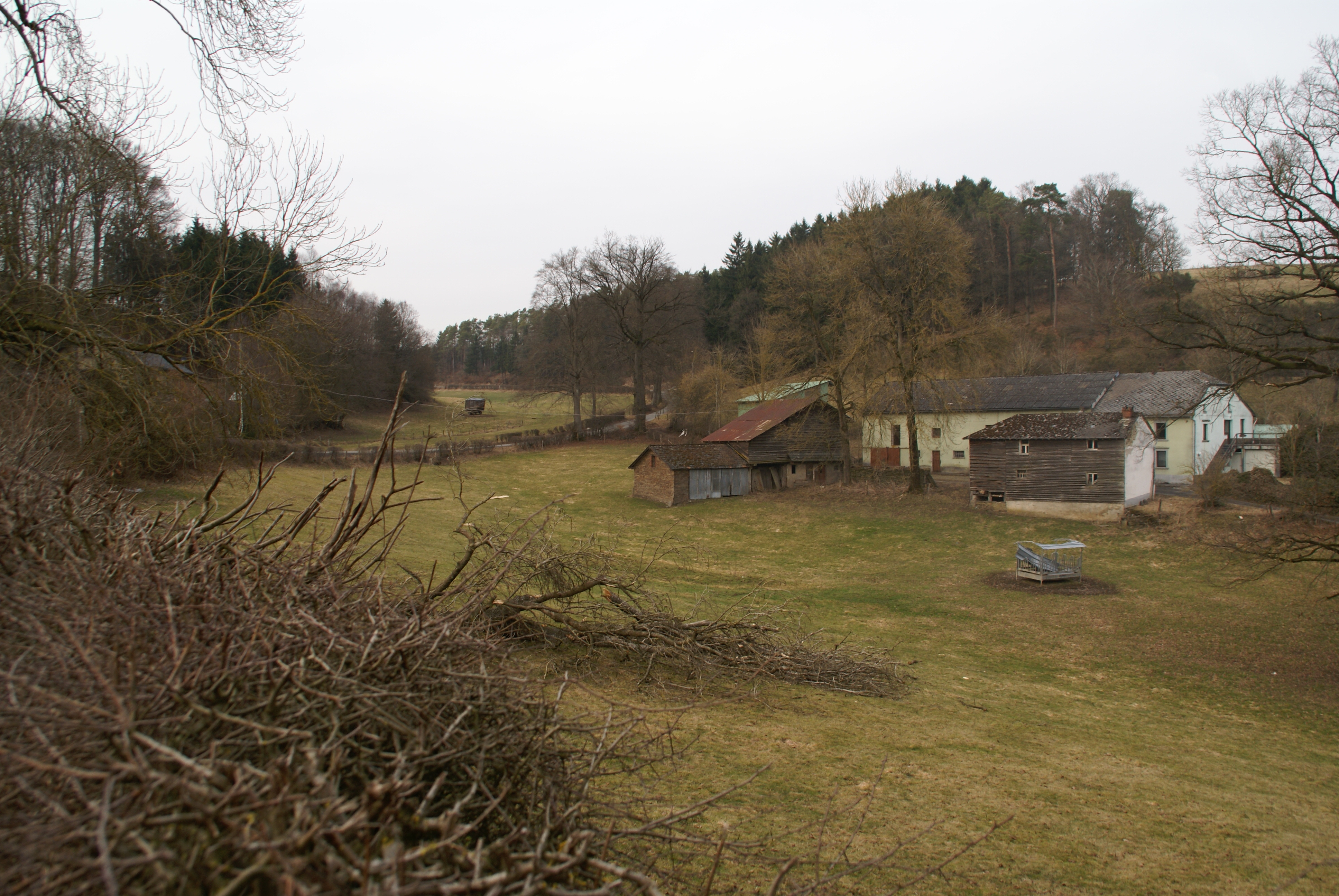
Masos

- La capella de Sant Quintí[2]
- Els paisatges i els senders de passeig
- La kermesse del mig setembre